# Pineland (Florida)
Pineland és una concentració de població designada pel cens dels Estats Units a l'estat de Florida. Segons el cens del 2000 tenia 444 habitants.

## Demografia
Segons el cens del 2000, Pineland tenia 444 habitants, 212 habitatges, i 150 famílies. La densitat de població era de 186,3 habitants/km².
Dels 212 habitatges en un 14,6% hi vivien nens de menys de 18 anys, en un 63,2% hi vivien parelles casades, en un 4,2% dones solteres, i en un 29,2% no eren unitats familiars. En el 22,2% dels habitatges hi vivien persones soles l'11,3% de les quals corresponia a persones de 65 anys o més que vivien soles. El nombre mitjà de persones vivint en cada habitatge era de 2,09 i el nombre mitjà de persones que vivien en cada família era de 2,41.
Per edats la població es repartia de la següent manera: un 13,1% tenia menys de 18 anys, un 3,2% entre 18 i 24, un 14,6% entre 25 i 44, un 32,2% de 45 a 60 i un 36,9% 65 anys o més.
L'edat mediana era de 58 anys. Per cada 100 dones de 18 o més anys hi havia 90,1 homes.
La renda mediana per habitatge era de 56.875 $ i la renda mediana per família de 59.615 $. Els homes tenien una renda mediana de 61.058 $ mentre que les dones 40.972 $. La renda per capita de la població era de 28.556 $. Cap de les famílies i el 3% de la població estaven per davall del llindar de pobresa.

## Poblacions més properes
El següent diagrama mostra les poblacions més properes.